# Comissão para a Promoção da Virtude e Prevenção do Vício
O Comitê para a Promoção da Virtude e Prevenção do Vício (CPVPV; em árabe: هيئه الأمر بالمعروف و النهي عن المنكر; anteriormente Comitê para a Propagação da Virtude e Eliminação do Pecado, CPVEP) é a divisão da burocracia governamental da Arábia Saudita que se utiliza da "polícia religiosa" (مطوعين, mutaween) para a aplicação da charia (código de leis islâmico) dentro daquela nação.
Possui aproximadamente 3500 membros e diversos outros voluntários, que patrulham as ruas do país aplicando as códigos de vestimenta locais, a rígida separação entre homens e mulheres, o respeito às orações do Salá e outros comportamentos tidos como obrigatórios pelo islã.

## Aplicação
A polícia religiosa da Arábia Saudita é empregada seguindo ordens diretas do rei Abdullah, e tem a missão de aplicar a charia tal como é definida na Arábia Saudita. Além de ter o poder de prender qualquer pessoa envolvida em contatos inapropriados entre os sexos, fornicação ou proselitismo de religiões não-islâmicas, também pode aplicar códigos de vestimenta e ordenar o fechamento de lojas durante os horários de oração, proibir o consumo ou a venda de bebidas alcoólicas; além disso, previnem ativamente as práticas religiosas de outras fés dentro da Arábia Saudita.
Os mutaween sauditas frequentemente estão acompanhados da polícia regular do país, porém também patrulham sem escolta. Recentemente lançaram um site no qual qualquer comportamento considerado "não-islâmico" pode ser denunciado.
Entre as práticas ocidentais reprimidas pelos mutaween está a comemoração do Dia de São Valentim (o Dia dos Namorados no hemisfério norte); condenada como uma "festa pagã", os mutaween inspecionam hotéis, restaurantes, cafés e lojas de souvenir no período que antecede e durante o próprio dia 14 de fevereiro, para impedir que casais muçulmanos se deem cartões comemorativos e outros presentes. A venda de rosas vermelhas, bichos de pelúcia, cartões e quaisquer outros produtos de cor vermelha é banida, de acordo com proprietários de lojas; os produtos são confiscados, e aqueles que forem pegos vendendo-os estão sujeitos a ações judiciais.
Recentemente a polícia decretou o banimento da venda de cães e gatos de estimação, prática vista também como um sinal de influência ocidental. O decreto, que se aplica à cidade portuária de Jidá, no mar Vermelho, e na cidade santa de Meca, justificou a proibição porque "alguns jovens estavam comprando estes animais e desfilando com eles em público", de acordo com uma nota do Ministério de Assuntos Municipais para o governo da cidade de Jidá.